# Beath-Dickey House

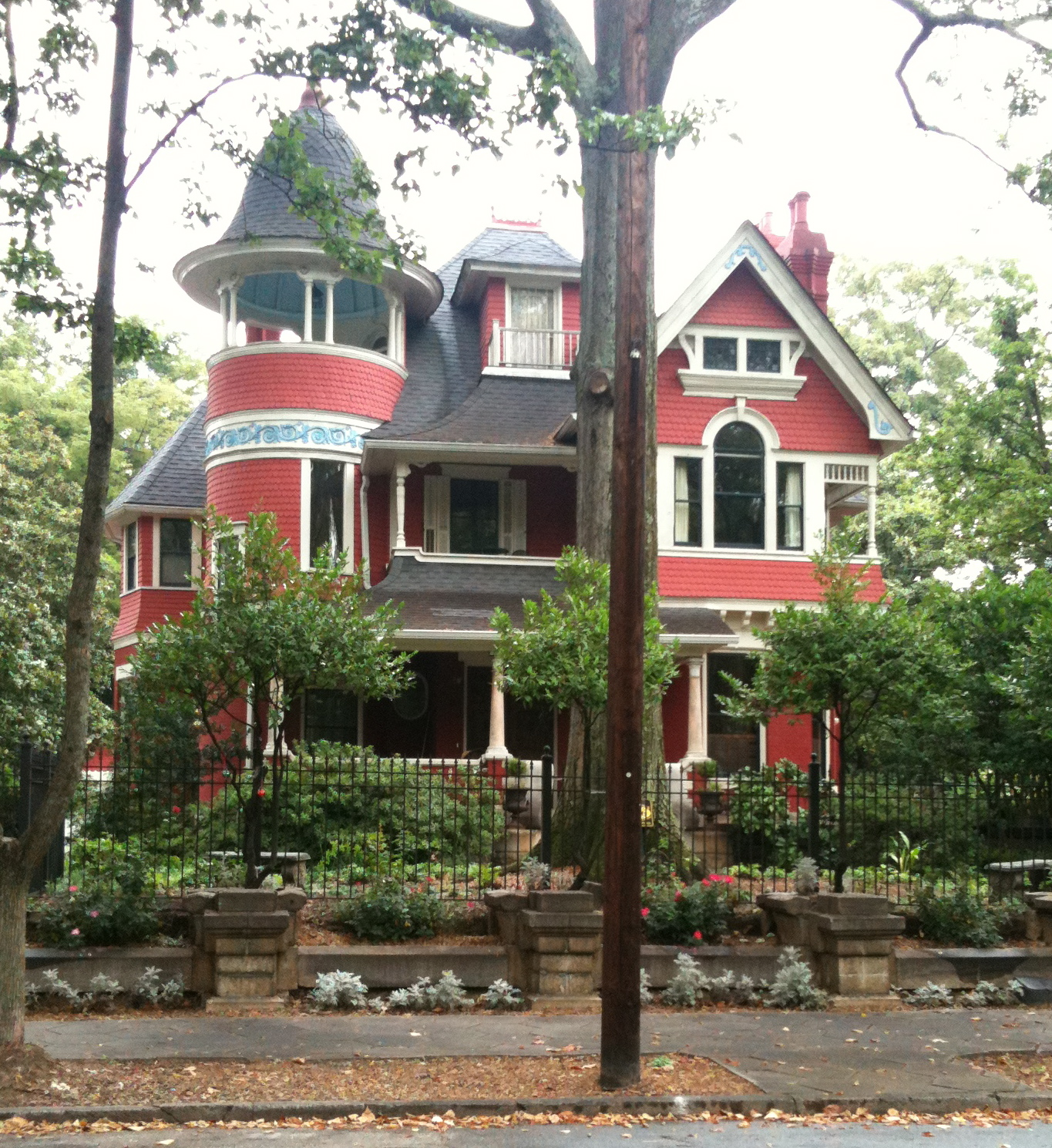
Beath-Dickey House anno 2011

Het Beath-Dickey House is een huis uit 1890 in Queen Anne-stijl. Het staat aan Euclid Avenue in de wijk Inman Park in de stad Atlanta in de Verenigde Staten.
De man die het huis liet bouwen, John M. Beath was eigenaar van "Georgia Ice Company", die was gevestigd in Alabama Street in Atlanta. Tussen 1910 en 1920 woonde John R. Dickey in het huis, Dickey was werkzaam bij de "Guarantee Trust and Banking Company", zijn vrouw was lid van de "Baptist Woman's Missionary union".
In 1969 werd het huis gerenoveerd.   